# Emil Săndoi
Emil Săndoi (* 1. März 1965 in Craiova) ist ein ehemaliger rumänischer Fußballspieler und derzeitiger -trainer. Als Spieler bestritt er insgesamt 350 Spiele in der höchsten rumänischen Fußballliga, der Divizia A, und nahm an der Fußball-Weltmeisterschaft 1990 teil.

## Spielerkarriere

### Verein
Emil Săndoi begann seine Karriere bei seinem Heimatverein Universitatea Craiova. Am 17. September 1983 kam er gegen den FC Argeș Pitești zu seinem ersten Pflichtspieleinsatz. Săndoi verlebte seinen erfolgreichsten Jahre bei Universitatea Craiova, wo er 1991 die rumänische Meisterschaft und 1991 sowie 1993 den rumänischen Pokal gewann. Im Endspiel der Cupa României 1992/93 brach er sich kurz vor Spielende nach einem Zusammenstoß mit seinem Gegenspieler Marin Petrache das Bein. Wegen dieser langwierigen Verletzung kam Săndoi eine Saison lang nicht zum Einsatz, fand aber darauf wieder zu alter Stärke zurück. Săndoi blieb Universitatea Craiova insgesamt 12 Spielzeiten lang treu, ehe er 1995 nach Frankreich zu SCO Angers in die Division 2 wechselte. Dieses Unternehmen war allerdings nicht von Erfolg gekrönt, da Angers in die National (D3) abstieg. Săndoi kehrte daraufhin nach Rumänien zurück und schloss sich FC Argeș Pitești an. Nach guten Leistungen bot sich in der Winterpause 1997/98 die Möglichkeit, noch einmal für Universitatea Craiova zu spielen. Dort beendete Săndoi 1999 seine aktive Karriere.

### Nationalmannschaft
Săndoi bestritt insgesamt 30 Spiele für die rumänische Fußballnationalmannschaft. Sein erstes Länderspiel bestritt er am 7. Oktober 1987 gegen Griechenland. 1990 berief ihn Nationaltrainer Emerich Jenei ins Aufgebot für die Fußball-Weltmeisterschaft 1990 in Italien, wo er im ersten Spiel gegen die Sowjetunion zum Einsatz kam. 1993 absolvierte er sein letztes Länderspiel.

## Trainerkarriere
Nachdem Săndoi in seiner letzten aktiven Saison bereits als Co-Trainer von Universitatea Craiova gearbeitet hatte, wurde er in der darauf folgenden Saison Cheftrainer. Nachdem er die Mannschaft in der Saison 1999/2000 vor dem Abstieg bewahrt und mit ihr das Finale um den rumänischen Pokal erreicht hatte, stieg Săndoi im Jahr 2000 zum Vizepräsidenten des Vereins auf. 2001 ergab sich die Möglichkeit, die Mannschaft von Pandurii Târgu Jiu, das damals in der Divizia B spielte, zu übernehmen. Noch in der Saison 2001/02 kehrte Săndoi Târgu Jiu den Rücken, um erneut Universitatea Craiova zu übernehmen. 2003 wechselte Săndoi aber erneut nach Târgu Jiu, wo er 2005 erstmals in der Vereinsgeschichte in die Divizia A aufstieg. Nachdem der Klub mit vier Niederlagen in die Saison 2005/06 gestartet war, wurde er Ende August entlassen und durch Viorel Hizo ersetzt. Anschließend wechselte Săndoi zum rumänischen Fußballverband und übernahm zunächst deren U-17, später die U-21. Zwischendurch war er Ende der Saison 2007/08 für acht Spiele Trainer des Erstligisten FC Vaslui, nachdem dieser sich von Dorinel Munteanu getrennt hatte. Am 19. August 2013 trat Săndoi als Trainer der rumänischen U-21-Nationalmannschaft ab und wurde durch Bogdan Stelea abgelöst.
Anfang September 2014 wurde Săndoi als Nachfolger von Ionel Gane Cheftrainer von Erstligist CS Universitatea Craiova. Im Januar 2016 wurde er entlassen. Zu Beginn der Saison 2016/17 übernahm er CS Concordia Chiajna. Ende Oktober 2016 musste er dort seinen Hut nehmen. Seit Januar 2018 trainiert er den FC Argeș Pitești in der Liga II.

## Erfolge

### Als Spieler
- WM-Teilnehmer: 1990
- Rumänischer Meister: 1991
- Rumänischer Pokalsieger: 1991, 1993

### Als Trainer
- Aufstieg in die Liga 1: 2005
- Finalist im rumänischen Pokal: 2000

## Auszeichnungen
Am 25. März 2008 wurde Săndoi vom rumänischen Staatspräsidenten Traian Băsescu für die Leistungen in der Nationalmannschaft mit dem Verdienstorden „Meritul sportiv“ III. Klasse ausgezeichnet.